# Florencio Armando Colín Cruz
Florencio Armando Colín Cruz (Acambay, Estado do México, México, 27 de outubro de 1950) é um clérigo mexicano e bispo católico romano de Puerto Escondido.
Florencio Armando Colín Cruz recebeu o sacramento da ordenação em 22 de abril de 1982 do Arcebispo da Cidade do México, Cardeal Ernesto Corripio y Ahumada.
Em 27 de novembro de 2008, o Papa Bento XVI o nomeou bispo titular de Thimida Regia e nomeou-o bispo auxiliar na Cidade do México. O Arcebispo da Cidade do México, Cardeal Norberto Rivera Carrera, ordenou-o bispo em 28 de fevereiro de 2009; Os co-consagradores foram o Núncio Apostólico no México, Dom Christophe Pierre, e o Arcebispo de Tlalnepantla, Carlos Aguiar Retes.
Em 16 de fevereiro de 2019, o Papa Francisco nomeou-o Bispo de Puerto Escondido. A posse ocorreu em 4 de abril de 2019.